# Venanzio Rauzzini
Venanzio Rauzzini (ur. 19 grudnia 1746 w Camerino, zm. 8 kwietnia 1810 w Bath) – włoski kompozytor i śpiewak, kastrat (sopran).

## Życiorys
Studiował w Rzymie, gdzie w 1765 roku zadebiutował na scenie rolą Clarice w operze Niccolò Piccinniego Il finto astrologo. W latach 1766–1772 pozostawał w służbie księcia elektora Maksymiliana III w Monachium. W kolejnych latach koncertował m.in. w Wenecji, Padwie i Turynie. Od 1774 do 1777 roku przebywał w Londynie, gdzie występował w King’s Theatre. Po 1777 roku przebywał w swojej rezydencji w Bath, gdzie działał jako nauczyciel śpiewu i organizator koncertów. Do jego uczniów należeli Nancy Storace, Michael Kelly i John Braham. W swojej twórczości kompozytorskiej nawiązywał do dorobku szkoły neapolitańskiej.
Dysponował niezbyt donośnym głosem, choć o szerokiej skali. Wystąpił m.in. w prapremierze opery Sismano nel Mogol Giovanniego Paisiella (Mediolan 1773). Jego talent wokalny podziwiał Wolfgang Amadeus Mozart, który powierzył Rauzziniemu rolę Cecilia w prapremierowym przedstawieniu swojej opery Lucio Silla (Mediolan 1772), a także zadedykował mu swój motet Exsultate, jubilate.

## Wybrane kompozycje
(na podstawie materiałów źródłowych)

### Opery
- Piramo e Tisbe (wyst. Monachium 1769, wersja zrewid. wyst. 1775)
- L’Eroe cinese (wyst. Monachium 1771, wersja zrewid. wyst. 1782)
- Le ali d’amore (wyst. Londyn 1776, wersja zrewid. wyst. 1777)
- L’omaggio di paesani al signore del contado (wyst. Londyn 1781)
- Creusa in Delfo (wyst. Londyn 1783)
- Alina, o sia La Regina di Golconda (wyst. Londyn 1784)
- La Vestale, o sia L’amore protetto dal cielo (wyst. Londyn 1787)

### Pasticcia
- Armida (wyst. Londyn 1774)
- La Sposa fedele (wyst. Londyn 1775)
- Didone (wyst. Londyn 1775)
- The Duenna or Double Elopement (wyst. Londyn 1775)
- Astarto (wyst. Londyn 1776)
- Ezio (wyst. Londyn 1781)
- The Village Maid (b.d.)

### Utwory instrumentalne
- 12 kwartetów smyczkowych op. 2 (ok. 1777) i op. 7 (ok. 1778)
- 6 kwartetów op. 6 na 2 skrzypiec, wiolonczelę i instrument klawiszowy (ok. 1778)
- 15 sonat na skrzypce i instrument klawiszowy op. 1 (1777), op. 8 (1781) i op. 15 (1786)